# Kazuo Ishiguro
Kazuo Ishiguro (カズオ・イシグロ Kazuo Ishiguro, formalmente 石黒一雄 Ishiguro Kazuo) (Nagasaki, Japón, 8 de noviembre de 1954) es un escritor británico de origen japonés que escribe en lengua inglesa. Recibió el Premio Nobel de Literatura 2017.
Ishiguro, habiendo nacido en Nagasaki, contando con la nacionalidad británica y escribiendo en inglés, pertenece a una generación de escritores japoneses de marcado carácter transfronterizo, en la cual se integran también Banana Yoshimoto y Haruki Murakami.

## Biografía
Kazuo Ishiguro nació en Nagasaki, Japón, en 1954. Su madre, Shizuko, vivía en Nagasaki cuando la bomba atómica fue lanzada sobre la ciudad en 1945. A su padre, Shizuo, oceanógrafo, le ofrecieron trabajo en el Instituto Nacional Británico de Oceanografía, por lo que se mudaron a Gilford, Inglaterra cuando Kazuo contaba con cinco años Tiene una hermana mayor, Fumiko, y una menor, Yoko. Ishiguro estudió en la Stoughton Primary School y luego en Woking County Grammar School en Surrey. Durante su adolescencia consideró seriamente dedicarse a la música, influenciado por cantautores importantes de la época como Bob Dylan, Leonard Cohen y Joni Mitchell; tocó en clubes y envió cintas a distintas compañías de discos, sin que nada resultara de aquellos esfuerzos. Cuando terminó la escuela en 1973, Ishiguro se tomó un año sabático para viajar por Estados Unidos y en 1974 comenzó sus estudios en la Universidad de Kent, de donde se graduó en 1979 en licenciatura en Inglés y Filosofía.
Al terminar sus estudios, Ishiguro comenzó a trabajar en la organización sin fines de lucro West London Cyrenians, que se dedicaba a ayudar a personas sin techo. Fue ahí donde conoció a Lorna MacDougall, una trabajadora social. Se casaron en 1984 y tienen una hija, Naomi.
Ishiguro fue admitido en 1979 en la Universidad de Anglia del Este para estudiar un Máster en Escritura Creativa. Ahí estudió bajo la tutela de Angela Carter y Malcolm Bradbury. Su tesis se convirtió en su primera novela, A Pale View of Hills (Pálida luz en las colinas), que fue publicada en 1982.
Ishiguro no obtuvo la ciudadanía británica hasta 1983. Ha admitido en entrevistas que su dominio del idioma japonés es "terrible" y que no regresó a Japón sino hasta 29 años después de haberse mudado a Inglaterra.

## Carrera literaria
Su primera novela, A Pale View of Hills (Pálida luz en las colinas), que fue publicada en 1982, trata sobre una mujer japonesa que rememora sus años durante la Segunda Guerra Mundial. Su segunda novela, Un artista del mundo flotante (An Artist of the Floating World, 1986) también trata el tema de Japón durante y después de la Segunda Guerra Mundial.
Fue con su tercer trabajo, Lo que queda del día (The Remains of the Day), publicada en 1989, que Ishiguro alcanzó fama internacional. Ganadora de numerosos premios, la novela fue también adaptada al cine. Sus siguientes novelas fueron Los inconsolables (The Unconsoled) y Cuando fuimos huérfanos (When We Were Orphans), publicadas en 1995 y 2000 respectivamente. También llevada al cine fue su novela distópica Nunca me abandones (Never Let Me Go), lanzada en 2005. Su obra más reciente, Klara y el Sol (Klara and the Sun), fue publicada en 2021. 
Ishiguro considera Dostoyevski, Proust y Charlotte Brontë como sus más grandes influencias. Sus novelas se caracterizan por una psicología de angustia y recuerdo del pasado. El Japón de la posguerra, el nazismo y los periodos anteriores a la II Guerra Mundial son los temas más tratados en sus obras. 
En 2017, Ishiguro recibió el Premio Nobel de Literatura. La Academia Sueca consideró de su obra que "en novelas de gran fuerza emocional, ha descubierto el abismo bajo nuestro ilusorio sentido de conexión con el mundo". Ha recibido también el Premio Booker y el Premio Whitbread (mejor autor novel británico del año), y su obra ha sido traducida a múltiples idiomas. Es considerado entre un grupo de escritores que en los años ochenta dieron nuevos aires a la literatura inglesa, junto a Martin Amis, Ian McEwan, Hanif Kureishi, Salman Rushdie y Julian Barnes.

## Obras

### Novelas
- Pálida luz en las colinas (A Pale View of Hills, 1982), trad. de Ángel Luis Hernández, publicada por Anagrama en 1994.
- Un artista del mundo flotante (An Artist of the Floating World, 1986), trad. de Ángel Luis Hernández, publicada por Anagrama en 1994.
- Los restos del día o Lo que queda del día (The Remains of the Day, 1989), trad. de Ángel Luis Hernández, publicada por Anagrama en 1990.
- Los inconsolables (The Unconsoled, 1995), trad. de Jesús Zulaika, publicada por Anagrama en 1997.
- Cuando fuimos huérfanos (When We Were Orphans, 2000), trad. de Jesús Zulaika, publicada por Anagrama en 2001.
- Nunca me abandones (Never Let Me Go, 2005), trad. de Jesús Zulaika, publicada por Anagrama en 2005.
- El gigante enterrado (The Buried Giant, 2015), trad. de Mauricio Bach, publicada por Anagrama en 2016.
- Klara y el Sol (Klara and the Sun, 2021), trad. de Mauricio Bach, publicada por Anagrama en 2021.

### Colección de cuentos
- Nocturnos: cinco historias de música y crepúsculo (Nocturnes: Five Stories of Music and Nightfall, 2009), trad. de Antonio-Prometeo Moya, publicado por Anagrama en 2010.

### Colección de letras de canciones
- The Summer We Crossed Europe in the Rain (2024). Letras escritas para Stacey Kent.

### Cuentos
- "A Strange and Sometimes Sadness", "Waiting for J" y "Getting Poisoned" (1981). En la antología Introduction 7: Stories by New Writers.
- "The Summer After the War". En Granta 7 (1983)
- "A Family Supper". En Firebird (1983)
- "October 1948". En Granta 17 (1985)
- "A Village After Dark". En The New Yorker (2001)

### Letras de canciones
- "The Ice Hotel", "I Wish I Could Go Travelling Again", "Breakfast on the Morning Tram" y "So Romantic", con Jim Tomlinson, en el álbum de Stacey Kent nominado al Grammy  Breakfast on the Morning Tram (2007).
- "Postcard Lovers", con Tomlinson, en el álbum de Stacey Kent Dreamer in Concert (2011).
- "The Summer We Crossed Europe in the Rain", "Waiter, Oh Waiter" y "The Changing Lights, con Tomlinson, en el álbum de Stacey Kent The Changing Lights (2013).
- "Bullet Train", "The Changing Lights" y "The Ice Hotel", con Tomlinson en el álbum de Kent I Know I Dream: The Orchestral Sessions (2017).
- "The Ice Hotel", con Tomlinson, en el álbum Quatuor Ébène Brazil (2013), con la colaboración de Stacey Kent.

### Guiones
- A Profile of Arthur J. Mason (1984). Guion para Channel 4.
- The Gourmet (1987). Guion para la BBC.
- The Saddest Music in the World (The Saddest Music in the World, dirigida por Guy Maddin en 2003). Historia original.
- La condesa rusa (The White Countess, dirigida por James Ivory en 2005). Guion de cine.
- Living (Living, dirigida por Oliver Hermanus en 2022). Guion adaptado basada en Ikiru de Akira Kurosawa, Shinobu Hashimoto y Hideo Oguni.

## Adaptaciones cinematográficas
- Lo que queda del día (The Remains of the Day, 1993), dirigida por James Ivory, producida por Mike Nichols, Ismael Merchant y John Calley, con guion de Ruth Prawer Jhabvala, e interpretada por Anthony Hopkins, Emma Thompson, Christopher Reeve, James Fox, Hugh Grant y Ben Chaplin.
  - La película obtuvo 8 candidaturas a los Premios Óscar, 5 candidaturas a los Premios Globo de Oro y 6 candidaturas a los Premios BAFTA, pero de todas estas nominaciones solo obtuvo el premio BAFTA a la mejor actuación para Anthony Hopkins.
- Nunca me abandones (Never Let Me Go, 2010), dirigida por Mark Romanek, con guion de Alex Garland, e interpretada por Carey Mulligan, Keira Knightley y Andrew Garfield.
  - La película obtuvo 5 candidaturas a los premios de la Academia de Ciencia Ficción, Fantasía y Películas de terror, pero solo obtuvo el galardón a la mejor actuación secundaria para Andrew Garfield.

## Premios y distinciones
- 1982: Premio Memorial Winifred Holtby por Pálida luz en las colinas[8]
- 1983: Publicado en el especial de Mejores Novelistas Británicos Jóvenes de la revista literaria Granta[9]
- 1986: Premio Whitbread por Un artista del mundo flotante[8]
- 1989: Premio Booker por Lo que queda del día[8]
- 1993: Publicado nuevamente en el especial de Mejores Novelistas Británicos Jóvenes de la revista literaria Granta[10]
- 1995: Obtuvo el título de Oficial de la Orden del Imperio Británico por servicios a la literatura[8]
- 1998: Chevalier de l'Ordre des Arts et des Lettres[8]
- 2005: Nunca me abandones fue nombrada por la revista Time como una de las 100 mejores novelas en idioma inglés desde la formación de la revista en 1923.[11]
- 2008: Ishiguro ocupó el lugar 32° en la lista de "Los 50 Mejores Escritores Brtitánicos desde 1945" del periódico The Times[12]
- 2017: Premio Nobel de Literatura[13]
- 2017: Premio de la Academia Americana de Logros (American Academy of Achievement)[14]
- 2018: Orden del Sol Naciente, Segunda Clase, Estrella de Oro y de Plata[15]
- 2018: Se le otorgó el rango de Caballero (Knight Bachelor) por servicios a la literatura[16]

## Estudios
- Villar Flor, Carlos (1997). «Crisis y cambio de valores en la Posguerra de Gran Bretaña y Japón según la ficción de Kazuo Ishiguro».  En Caramés Lage, José Luis; Escobedo de Tapia, Carmen; Bueno Alonso, Jorge Luis, eds. El discurso artístico en Oriente y Occidente. Semejanzas y contrastes 2. Oviedo: Universidad de Oviedo. pp. 577-591. ISBN 84-8317-030-2.
- Villar Flor, Carlos (2000). «Literary Englishness in Kazuo Ishiguro's "The remains of the day"».  En Gallardo, Pere; Llurda Giménez, Enric, eds. Proceedings of the 22nd International Conference of AEDEAN (Asociación Española de Estudios Anglonorteamericanos). Lleida, 17-19 december 1998 (en inglés). Lérida: Universitat de Lleida. pp. 471-477. ISBN 84-8409-045-0.